# Puerto Deportivo Sancti Petri
El Puerto Deportivo Sancti Petri es un puerto situado en el poblado de Sancti Petri de Chiclana de la Frontera (Andalucía, España).

## Localización
- Nombre: Puerto Deportivo de Sancti Petri
- Municipio: Chiclana de la Frontera
- Localidad más cercana: Chiclana de la Frontera
- Dirección: Chiclana de la Frontera - Poblado de Sancti Petri

11130 Cádiz
- Coordenadas UTM:
  - Latitud: 36° 23' 46,1" N
  - Longitud: 6° 12' 28,6" W

## Puerto Deportivo Sancti Petri
Instalaciones deportivas situadas en el término Municipal de Chiclana de la Frontera y ubicadas en el caño de Sancti-Petri, zona de marisma y espacio natural protegido mediante la figura de paraje natural.

## Información histórica y relación puerto-ciudad y puerto-entorno natural
Sancti Petri es un antiguo poblado marinero abandonado tras el cierre de la almadraba, pasando a manos del Ministerio de Defensa hasta hace unos años, siendo desafectado y pasando a ser gestionado por el Ayuntamiento de Chiclana. 
El poblado de Sancti Petri constituye una de las zonas más bonitas de Chiclana, por tener unas vistas maravillosas al Castillo de Sancti Petri, y al parque natural de la Bahía de Cádiz. El castillo de Sancti Petri fue construido sobre una pequeña isla, donde se ubicó el Templo de Hércules Melkart.
Uno de los atractivos más importantes de Sancti Petri es su renovado Puerto Deportivo, en el que se encuentran situados numerosas embarcaciones y empresas de ocio relacionadas con deportes acuáticos, con importantes aportaciones económicas y sociales al entorno.
Este pequeño pueblo marinero, estuvo durante muchos años un núcleo importante de pesca, a través de las almadrabas.

## Accesibilidad

### Por tierra
- Poblado de Sancti Petri. Chiclana de la Frontera. Cádiz
- Carretera Chiclana-La Barrosa-Sancti Petri

### Por aire
- Aeropuerto de Jerez
- Aeropuerto de Sevilla

## Información técnica

### Superficies
- Total: 147.474 m²
- Agua: 117.221 m²
- Tierra: 30.253 m²

### Condiciones operativas
- Tipología: Puerto Natural
- Longitud de pantalán de espera: 36 m
- Canal de entrada: 100 m
- Sistema de amarres: abarloados a fingers
- Calado máximo en dársena: 5 m
- N.º total de atraques: 94 unidades
- Eslora máxima: 12 m
- Pantalanes flotantes pilotados
- Atraques con fingers

- Servicio de radio 24 horas por control Puerto de Sancti petri y club náutico VHF CH 9 .

## Tipología de los Diques, Muelles y Pantalanes

### Muelles y Pantalanes
- Tipología : Pantalanes flotantes dotados de fingers y guiados mediante pilotes metálicos hincados.
- Número : 11
- Calado : - 5,00 m
- Longitud : 713 m

### Puestos de atraque clasificación por esloras
- Hasta 6 m: 138
- De 6 m a 8 m: 92
- De 8 m a 10 m: 6
- De 10 m a 12 m: 33
- Totales: 269

### Abrigo
Instalaciones Flotantes ejecutadas en el Caño de Sancti Petri, carecen de obras de abrigo artificiales.

## Servicios existentes
- Servicios generales:

Información (oficinas del puerto), información meteorológica, teléfono público, vigilancia 24 horas por cctv, servicios de aseos, alquiler de vehículos, accesos a pantalanes, aparcamientos, Punto limpio (recogida de aceites), recogida de aguas de sentina y negras para embarcaciones, rampa para embarcaciones ligeras, servicio de botero para embacaciones fondeadas (solo en fondeos gestionados por el Club Náutico), centro de ocio náutico, alquiler de kayaks, escuelas de vela y buceo, paseos en barco turístico, chárter náutico, restaurantes, bares .
Rampa de varada, Varadero, servicio de ayuda a la navegación.
- Servicios de pantalán:

Agua/electricidad (220v/380v)
- Organismos gestores de los distintos puestos de atraque y concesiones:

Las instalaciones son gestionadas por la Agencia Pública de Puertos de Andalucía, instalaciones anexas son gestionadas por el Club Náutico de Sancti Petri.